# جون داي (سياسي ليبيري)
جون داي (بالإنجليزية: John Day)‏ هو قاضي وسياسي ليبيري، ولد في 18 فبراير 1797 في إمبوريا في الولايات المتحدة، وتوفي في 15 فبراير 1859 في مونروفيا في ليبيريا. انتخب Chief Justice of Liberia ‏ (1854 – 15 فبراير 1859).